# Palazzo della Provincia
Het Palazzo della Provincia was het provinciepaleis van de Italiaanse provincie Bari. In 2015 werd het paleis in haar hoedanigheid buiten gebruik gesteld. Thans is het de zetel van de metropolitane stad Bari. Het gebouw dateert uit het tijdperk van het fascistisch bestuur in het koninkrijk Italië.
Het Palazzo staat aan de kustlijn van de Adriatische Zee en is gelegen tussen de oudste wijk San Nicola en de nieuwe haven in de wijk Madonnella.

## Geschiedenis
Ingenieur Luigi Baffa (1894-1933) tekende in 1930 plannen op voor het provinciepaleis. Hij was hoofd van de technische diensten van de provincie Bari. Hij werkte samen met architecten uit de streek, alsook met lokale beeldhouwers en schilders. Na zijn dood nam ingenieur Vincenzo Chiaia de leiding over. De bouw duurde van 1932 tot 1935.

## Stijl
De stijl is eclectisch waarbij de romaanse stijl van de hoofdbasiliek San Nicola inspirerend was. Het grondplan van het gebouw is een onregelmatige vierhoek. Tijdens de bouw werd de toren met de klok hoger gemaakt dan voorzien was in de plannen. Er was een hoogte van 48 meter voorzien, maar dit werd uiteindelijk 62 meter.